# EM i håndbold 2010 (kvinder)
Europamesterskabet i håndbold 2010 for kvinder var det 9. EM i håndbold for kvinder. Slutrunden med deltagelse af 16 hold blev afviklet i perioden 7. – 19. december 2010. Værtskabet for slutrunden var delt mellem Danmark og Norge, ligesom slutrunden ved VM i håndbold for kvinder i 1999 var. Forsvarende europamester var Norge efter sejren ved seneste EM i Makedonien. 
Danmark og Norge var direkte kvalificeret til slutrunden som værtslande. Norge var endvidere kvalificeret som forsvarende europamester efter sejren ved EM 2008.

## Slutrunde

### Spillesteder
Indledende runde
 Gigantium, Aalborg (Danmarks gruppe)
 NRGi Arena, Århus
 Håkons Hall, Lillehammer (Norges gruppe)
 Arena Larvik, Larvik
Mellemrunde
 Jyske Bank Boxen, Herning
 Håkons Hall, Lillehammer (Norges gruppe)
Semifinaler, bronzekamp og finale
 Jyske Bank Boxen, Herning

### Hold
Slutrunden får deltagelse af 16 hold: værtslandene Danmark og Norge (som tillige er forsvarende europamester efter sejren ved EM 2008) og 14 hold fra kvalifikationsturneringen.
| Kvalificerede hold | Kvalificerede hold | Kvalificerede hold              | Kvalificerede hold              |
| Hold               | Slutrunde nr.      | Hidtil bedste placering         | Kvalificeret som...             |
| ------------------ | ------------------ | ------------------------------- | ------------------------------- |
| Danmark            | 9                  | Vinder (1994, 1996, 2002)       | Værtsland                       |
| Norge              | 9                  | Vinder (1998, 2004, 2006, 2008) | Værtsland og forsvarende mester |
| Ukraine            | 9                  | Nr. 2 (2000)                    | Nr. 1 i kval.gruppe 1           |
| Rumænien           | 8                  | Nr. 4 (2000)                    | Nr. 2 i kval.gruppe 1           |
| Ungarn             | 9                  | Vinder (2000)                   | Nr. 1 i kval.gruppe 2           |
| Sverige            | 7                  | Nr. 6 (2006)                    | Nr. 2 i kval.gruppe 2           |
| Frankrig           | 6                  | Nr. 3 (2002, 2006)              | Nr. 1 i kval.gruppe 3           |
| Island             | 1                  | –                               | Nr. 2 i kval.gruppe 3           |
| Tyskland           | 9                  | Nr. 2 (1994)                    | Nr. 1 i kval.gruppe 4           |
| Slovenien          | 4                  | Nr. 9 (2004)                    | Nr. 2 i kval.gruppe 4           |
| Spanien            | 6                  | Nr. 2 (2008)                    | Nr. 1 i kval.gruppe 5           |
| Serbien            | 3                  | Nr. 13 (2008)                   | Nr. 2 i kval.gruppe 5           |
| Montenegro         | 1                  | –                               | Nr. 1 i kval.gruppe 6           |
| Rusland            | 9                  | Nr. 2 (2006)                    | Nr. 2 i kval.gruppe 6           |
| Kroatien           | 6                  | Nr. 5 (1994)                    | Nr. 1 i kval.gruppe 7           |
| Holland            | 4                  | Nr. 10 (1998)                   | Nr. 2 i kval.gruppe 7           |

### Gruppeinddeling
De 16 hold inddeltes i fire grupper med fire hold ved en lodtrækning, som blev foretaget i Odense den 5. juni 2010. De 16 hold var inden lodtrækningen blevet inddelt i fire seedningslag, og de fire grupper kom til at bestå af ét hold fra hvert seedningslag.
| Seedningslag 1 |
| -------------- |
| Norge          |
| Spanien        |
| Montenegro     |
| Tyskland       |

| Seedningslag 2 |
| -------------- |
| Kroatien       |
| Ungarn         |
| Ukraine        |
| Danmark        |

| Seedningslag 3 |
| -------------- |
| Frankrig       |
| Rusland        |
| Rumænien       |
| Sverige        |

| Seedningslag 4 |
| -------------- |
| Serbien        |
| Slovenien      |
| Holland        |
| Island         |

Fire hold var på forhånd blevet fordelt mellem grupperne, idet Danmark var blevet placeret i gruppe A, som spilles i Aalborg, Rusland var placeret i gruppe B med spillested i Århus, Tyskland kom i gruppe C i Larvik, mens Norge på forhånd var kommet i gruppe D med hjemmebane i Lillehammer. Lodtrækningen gav følgende gruppeinddeling:
| Gruppe A Aalborg |
| Spanien          |
| Danmark          |
| Rumænien         |
| Serbien          |

| Gruppe B Århus |
| Montenegro     |
| Kroatien       |
| Rusland        |
| Island         |

| Gruppe C Larvik |
| Tyskland        |
| Ukraine         |
| Sverige         |
| Holland         |

| Gruppe D Lillehammer |
| Norge                |
| Ungarn               |
| Frankrig             |
| Slovenien            |

### Spillertrupper
Hvert land skulle den 3. november 2010 aflevere en liste på 28 spillere, hvoraf der dagen før turneringsstart skulle offentliggøres 16 spillere der skulle starte i turneringen. De resterende 12 var berettigede til at indtræde som reserve inden mellemrunden.

### Indledende runde

#### Gruppe A
Kampene spilles i Gigantium, Aalborg i Danmark
| Dato   | Tid   | Kamp               | Res.  | Pause |
| ------ | ----- | ------------------ | ----- | ----- |
| 7.12.  | 18.15 | Spanien - Rumænien | 26–30 | 10-15 |
| 7.12.  | 20.45 | Danmark - Serbien  | 25–20 | 14-60 |
| 9.12.  | 18.15 | Serbien – Spanien  | 23–26 | 09-14 |
| 9.12.  | 20.45 | Danmark – Rumænien | 25–22 | 14-15 |
| 11.12. | 18.45 | Rumænien – Serbien | 40–28 | 20-14 |
| 11.12. | 20.45 | Spanien – Danmark  | 19–22 | 9-12  |

| Hold     | Kampe | Mål   | Point |
| -------- | ----- | ----- | ----- |
| Danmark  | 3     | 72-61 | 6     |
| Rumænien | 3     | 52-51 | 4     |
| Spanien  | 3     | 71-75 | 2     |
| Serbien  | 3     | 43-51 | 0     |

#### Gruppe B
Kampene spilles i NRGi Arena i Århus, Danmark
| Dato   | Tid   | Kamp                  | Res.  | Pause |
| ------ | ----- | --------------------- | ----- | ----- |
| 7.12.  | 18.15 | Montenegro - Rusland  | 24–22 | 10-15 |
| 7.12.  | 20.15 | Kroatien - Island     | 35–25 | 19-12 |
| 9.12.  | 18.15 | Island - Montenegro   | 23–26 | 10-14 |
| 9.12.  | 20.15 | Rusland - Kroatien    | 30–24 | 16-11 |
| 11.12. | 18.15 | Rusland - Island      | 30–21 | 16-9  |
| 11.12. | 20.15 | Montenegro - Kroatien | 28–29 | 12-13 |

| Hold       | Kampe | Mål   | Point |
| ---------- | ----- | ----- | ----- |
| Rusland    | 3     | 82-69 | 4     |
| Montenegro | 3     | 78-74 | 4     |
| Kroatien   | 3     | 88-83 | 4     |
| Island     | 3     | 69-91 | 0     |

#### Gruppe C
Kampene blev spillet i Arena Larvik i Larvik, Norge.
| Dato   | Tid   | Kamp               | Res.  | Pause |
| ------ | ----- | ------------------ | ----- | ----- |
| 7.12.  | 17.45 | Tyskland - Sverige | 25–27 | 14-12 |
| 7.12.  | 19.45 | Ukraine- Holland   | 13–25 | 8-13  |
| 8.12.  | 17.45 | Sverige - Ukraine  | 33–25 | 18-15 |
| 8.12.  | 19.45 | Holland - Tyskland | 27–30 | 18-17 |
| 10.12. | 17.45 | Sverige - Holland  | 25–18 | 14-60 |
| 10.12. | 19.45 | Tyskland – Ukraine | 23–33 | 10-15 |

| Hold     | Kampe | Mål   | Point |
| -------- | ----- | ----- | ----- |
| Sverige  | 3     | 85-68 | 6     |
| Holland  | 3     | 70-68 | 2     |
| Ukraine  | 3     | 71-81 | 2     |
| Tyskland | 3     | 78-87 | 2     |

#### Gruppe D
Kampene blev spillet i Håkons Hall i Lillehammer, Norge
| Dato   | Tid   | Kamp                 | Res.  | Pause |
| ------ | ----- | -------------------- | ----- | ----- |
| 7.12.  | 18.15 | Ungarn - Slovenien   | 28–19 | 16-10 |
| 7.12.  | 20.15 | Norge - Frankrig     | 33–22 | 19-10 |
| 8.12.  | 18.15 | Frankrig - Ungarn    | 18–21 | 07-12 |
| 8.12.  | 20.15 | Slovenien – Norge    | 16–32 | 06-19 |
| 10.12. | 18.15 | Frankrig – Slovenien | 29–19 | 15-90 |
| 10.12. | 20.15 | Norge – Ungarn       | 34–13 | 19-70 |

| Hold      | Kampe | Mål   | Point |
| --------- | ----- | ----- | ----- |
| Norge     | 3     | 65-38 | 6     |
| Ungarn    | 3     | 62-71 | 4     |
| Frankrig  | 3     | 69-73 | 2     |
| Slovenien | 3     | 54-89 | 0     |

### Mellemrunde

#### Gruppe I
Spilles i Jyske Bank Boxen i Herning, Danmark
| Dato   | Tid   | Kamp                  | Res.    | Pause   |
| ------ | ----- | --------------------- | ------- | ------- |
| 13.12. | 16.45 | Spanien - Montenegro  | 20 - 22 | 12 - 12 |
| 13.12. | 18.45 | Rumænien - Kroatien   | 31 – 22 | 14 - 12 |
| 13.12. | 20.45 | Danmark - Rusland     | 26 – 20 | 11 - 10 |
| 14.12. | 16.45 | Rumænien - Montenegro | 23 – 21 | 13 - 12 |
| 14.12. | 18.45 | Spanien - Rusland     | 30 – 22 | 16 - 12 |
| 14.12. | 20.45 | Danmark - Kroatien    | 31 – 19 | 16 - 10 |
| 16.12. | 16.45 | Rumænien - Rusland    | 20 – 36 | 10 - 19 |
| 16.12. | 18.45 | Spanien - Kroatien    | 22 – 23 | 10 - 11 |
| 16.12. | 20.45 | Danmark - Montenegro  | 29 – 30 | 18 - 14 |

| Hold       | Kampe | Mål       | Point |
| ---------- | ----- | --------- | ----- |
| Danmark    | 5     | 133 – 110 | 8     |
| Rumænien   | 5     | 126 – 129 | 6     |
| Montenegro | 5     | 125 – 123 | 6     |
| Rusland    | 5     | 129 – 124 | 4     |
| Kroatien   | 5     | 117 – 142 | 4     |
| Spanien    | 5     | 117 – 119 | 2     |

#### Gruppe II
Spilles i Håkons Hall i Lillehammer, Norge
| Dato   | Tid   | Kamp               | Res.    | Pause   |
| ------ | ----- | ------------------ | ------- | ------- |
| 12.12. | 16.15 | Holland - Frankrig | 21 – 23 | 10 - 13 |
| 12.12. | 18.15 | Ukraine - Ungarn   | 25 – 26 | 12 - 14 |
| 12.12. | 20.15 | Sverige - Norge    | 24 – 19 | 13 - 60 |
| 14.12. | 16.15 | Holland – Ungarn   | 27 – 19 | 15 – 10 |
| 14.12. | 18.15 | Sverige – Frankrig | 21 – 22 | 9 – 11  |
| 14.12. | 20.15 | Ukraine – Norge    | 19 – 32 | 6 – 13  |
| 15.12. | 16.15 | Ukraine – Frankrig | 19 – 31 | 13 – 16 |
| 15.12. | 18.15 | Sverige – Ungarn   | 24 – 19 | 10 – 12 |
| 15.12. | 20.15 | Holland – Norge    | 13 – 35 | 9 – 16  |

| Hold     | Kampe | Mål       | Point |
| -------- | ----- | --------- | ----- |
| Sverige  | 5     | 127 – 103 | 8     |
| Norge    | 5     | 153 – 910 | 8     |
| Frankrig | 5     | 116 – 115 | 6     |
| Holland  | 5     | 104 – 115 | 4     |
| Ungarn   | 5     | 098 – 128 | 4     |
| Ukraine  | 5     | 101 – 147 | 0     |

### Slutspil
Slutspilskampene spilles i Jyske Bank Boxen i Herning.
| Dato              | Tid   | Kamp                  | Res.    | Pause   |
| ----------------- | ----- | --------------------- | ------- | ------- |
| Kamp om 5.pladsen |       |                       |         |         |
| 18.12.            | 11.30 | Frankrig - Montenegro | 23 – 19 | 12 - 5  |
| Semifinaler       |       |                       |         |         |
| 18.12.            | 14.30 | Sverige - Rumænien    | 25 – 23 | 14 - 13 |
| 18.12.            | 17.00 | Danmark - Norge       | 19 – 29 | 10 - 14 |
| Bronzekamp        |       |                       |         |         |
| 19.12.            | 14.30 | Danmark - Rumænien    | 15–16   | 7-9     |
| Finale            |       |                       |         |         |
| 19.12.            | 17.00 | Sverige - Norge       | 20–25   | 11-10   |

### Samlet rangering
| EM 2010 | EM 2010    |
| ------- | ---------- |
| Guld    | Norge      |
| Sølv    | Sverige    |
| Bronze  | Rumænien   |
| 4.      | Danmark    |
| 5.      | Frankrig   |
| 6.      | Montenegro |
| 7.      | Rusland    |
| 8.      | Holland    |
| 9.      | Kroatien   |
| 10.     | Ungarn     |
| 11.     | Spanien    |
| 12.     | Ukraine    |
| 13.     | Tyskland   |
| 14.     | Serbien    |
| 15.     | Island     |
| 16.     | Slovenien  |

## Kvalifikation
I kvalifikationen spillede 29 tilmeldte hold om 14 ledige pladser ved EM-slutrunden. Kvalifikationen var inddelt i to faser: først spillede de to lavest rangerede hold om én plads i den egentlige kvalifikation, og dernæst spiller de tilbageværende 28 hold i syv grupper om de 14 pladser ved slutrunden. De to bedste hold fra hver gruppe kvalificerede sig til slutkampene i Danmark og Norge.

### Prækvalifikation
I prækvalifikationen spillede de to lavest rangerede tilmeldte hold om én plads i kvalifikationsturneringens gruppespil. Prækvalifikationen blev afviklet over to kampe i september 2009.
| Dato  | Kamp                     | Res.  |
| ----- | ------------------------ | ----- |
| 23.9. | Finland - Storbritannien | 14-17 |
| 26.9. | Storbritannien - Finland | 24-23 |

| Hold           | Kampe | Mål   | Point |
| -------------- | ----- | ----- | ----- |
| Storbritannien | 2     | 41-37 | 4     |
| Finland        | 2     | 37-41 | 0     |

### Kvalifikation
Slutrunden havde deltagelse af 16 hold. To af pladserne var reserveret til værtslandene Danmark og Norge. De resterende 14 pladser gik til vinderne og toerne i syv kvalifikationsgrupper, der afvikledes i perioden 14. oktober 2009 – 30. maj 2010. Kampene blev spillet på seks kampdatoer i følgende perioder:
- Kampdag 1 og 2: 14. – 18. oktober 2009
- Kampdag 3 og 4: 31. marts – 4. april 2010
- Kampdag 5 og 6: 26. – 30. maj 2010

27 hold var direkte kvalificeret til kvalifikationens gruppespil. De 27 hold fik selskab af ét hold fra prækvalifikationen, således at denne fase fik deltagelse af 28 hold. Holdene inddeltes i syv grupper med fire hold, der spillede en dobbeltturnering (ude og hjemme). De syv gruppevindere og de syv -toere kvalificerede sig til EM-slutrunden.
Inddelingen af grupperne skete ved en lodtrækning, som blev afholdt i Wien den 24. marts 2009. Inden lodtrækningen blev holdene seedet i fire seedningslag:
| Seedningslag 1 |
| -------------- |
| Rusland        |
| Tyskland       |
| Spanien        |
| Ungarn         |
| Frankrig       |
| Kroatien       |
| Rumænien       |

| Seedningslag 2 |
| -------------- |
| Sverige        |
| Makedonien     |
| Polen          |
| Ukraine        |
| Østrig         |
| Serbien        |
| Hviderusland   |

| Seedningslag 3 |
| -------------- |
| Holland        |
| Slovenien      |
| Portugal       |
| Tyrkiet        |
| Slovakiet      |
| Tjekkiet       |
| Island         |

| Seedningslag 4 |
| -------------- |
| Litauen        |
| Italien        |
| Montenegro     |
| Schweiz        |
| Aserbajdsjan   |
| Grækenland     |
| Storbritannien |

Lodtrækningen fordelte landene i disse grupper:
| Gruppe 1 | Gruppe 2     | Gruppe 3       | Gruppe 4     | Gruppe 5   | Gruppe 6   | Gruppe 7       |
| -------- | ------------ | -------------- | ------------ | ---------- | ---------- | -------------- |
| Rumænien | Ungarn       | Frankrig       | Tyskland     | Spanien    | Rusland    | Kroatien       |
| Ukraine  | Sverige      | Østrig         | Hviderusland | Serbien    | Polen      | Nordmakedonien |
| Portugal | Tjekkiet     | Island         | Slovenien    | Tyrkiet    | Slovakiet  | Holland        |
| Schweiz  | Aserbajdsjan | Storbritannien | Italien      | Grækenland | Montenegro | Litauen        |

De syv grupper sluttede med følgende stillinger:
| Gruppe 1 | Kampe | Mål     | Point |
| -------- | ----- | ------- | ----- |
| Ukraine  | 6     | 197-160 | 11    |
| Rumænien | 6     | 219-153 | 9     |
| Schweiz  | 6     | 143-184 | 4     |
| Portugal | 6     | 142-204 | 0     |

| Gruppe 2     | Kampe | Mål     | Point |
| ------------ | ----- | ------- | ----- |
| Ungarn       | 6     | 174-134 | 12    |
| Sverige      | 6     | 167-128 | 8     |
| Tjekkiet     | 6     | 152-158 | 4     |
| Aserbajdsjan | 6     | 114-187 | 0     |

| Gruppe 3       | Kampe | Mål     | Point |
| -------------- | ----- | ------- | ----- |
| Frankrig       | 6     | 191-124 | 12    |
| Island         | 6     | 166-146 | 6     |
| Østrig         | 6     | 150-145 | 6     |
| Storbritannien | 6     | 104-196 | 0     |

| Gruppe 4     | Kampe | Mål     | Point |
| ------------ | ----- | ------- | ----- |
| Tyskland     | 6     | 205-129 | 12    |
| Slovenien    | 6     | 163-162 | 6     |
| Hviderusland | 6     | 166-176 | 6     |
| Italien      | 6     | 137-204 | 0     |

| Gruppe 5   | Kampe | Mål     | Point |
| ---------- | ----- | ------- | ----- |
| Spanien    | 6     | 181-128 | 12    |
| Serbien    | 6     | 179-142 | 8     |
| Tyrkiet    | 6     | 167-156 | 4     |
| Grækenland | 6     | 101-202 | 0     |

| Gruppe 6   | Kampe | Mål     | Point |
| ---------- | ----- | ------- | ----- |
| Montenegro | 6     | 196-160 | 11    |
| Rusland    | 6     | 196-155 | 9     |
| Slovakiet  | 6     | 156-193 | 2     |
| Polen      | 6     | 151-191 | 2     |

| Gruppe 7   | Kampe | Mål     | Point |
| ---------- | ----- | ------- | ----- |
| Kroatien   | 6     | 191-138 | 10    |
| Holland    | 6     | 161-146 | 8     |
| Makedonien | 6     | 157-153 | 6     |
| Litauen    | 6     | 131-203 | 0     |